# Varasichthyidae
I varasittidi (Varasichthyidae) sono una famiglia di pesci ossei estinti, appartenenti ai crossognatiformi. Vissero esclusivamente nel Giurassico superiore (circa 160 - 150 milioni di anni fa) e i loro resti fossili sono stati ritrovati in Sudamerica e a Cuba.

## Descrizione
Questi animali possedevano un corpo slanciato e affusolato, vagamente simile a quello delle sardine o delle aringhe. La testa era piuttosto grande in relazione al resto del corpo. Questi pesci erano dotati di alcune caratteristiche che li differenziavano da altri teleostei basali, tra cui un singolare preopercolo con il ramo ventrale espanso posteriormente e numerosi tubuli sensoriali preopercolari che si estendevano in quasi tutto il bordo ventro-posteriore dell'osso. Inoltre, i varasittidi possedevano ulteriori postcleitri (oltre ai soliti tre presenti nella maggioranza dei teleostei) con bordi ondulati, che conferivano al cinto pettorale un particolare aspetto sinuoso. Era caratteristica anche la presenza di linee trasversali situate lungo i circoli nelle scaglie cicloidi, nella regione mediana. Tutti i varasittidi, infine, erano caratterizzati da un osso sottile e delicato, chiamato processo ascellare pelvico, associato alla pinna pelvica e lungo quanto il primo dei raggi di questa pinna.

## Classificazione
La famiglia Varasichthyidae venne istituita nel 1981 da Gloria Arratia, per comprendere il nuovo genere Varasichthys, divenuto poi uno dei pesci teleostei del Giurassico più noti e studiati al mondo. In seguito, altri studi permisero di ascrivere a questa famiglia altri generi, tutti provenienti dal Giurassico superiore del Cile (oltre a Varasichthys, anche Bobbichthys, Domeykos e Protoclupea) con l'eccezione di Luisichthys, proveniente dal Giurassico superiore di Cuba. Inizialmente considerati teleostei basali dall'incerta collocazione sistematica e forse affini ai leptolepidi, in seguito i varasittidi sono stati ascritti al gruppo dei crossognatiformi, un gruppo di pesci ossei sviluppatisi notevolmente nel Cretaceo e scomparsi nel corso dell'Eocene. 
Altri studi (Sferco et al., 2015) indicherebbero un'esclusione dei varasittidi rispetto ai crossognatiformi; in questo caso, i varasittidi occuperebbero una posizione più basale rispetto al genere europeo Ascalabos e i "veri" crossognatiformi (tra cui anche i basali Bavarichthys e Chongichthys).

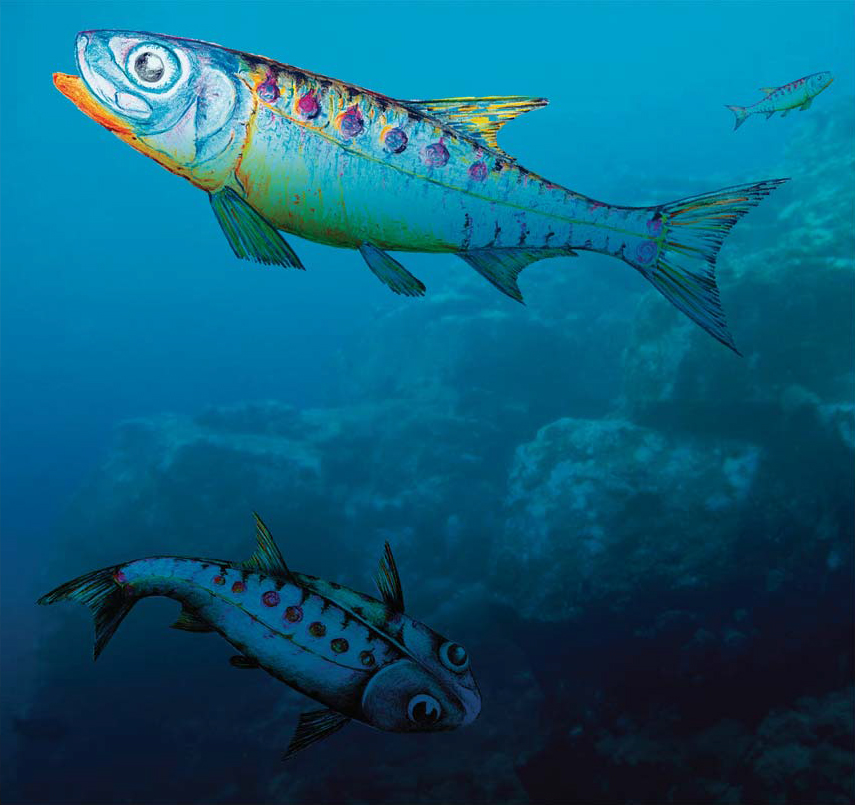
Ricostruzione di Varasichthys

## Importanza sistematica e biogeografica
Se effettivamente i varasittidi del Cile fossero crossognatiformi, questi sarebbero i più antichi rappresentanti del gruppo, insieme al genere basale Chongichthys (anch'esso del Cile). Inoltre, la diversità registrata (almeno quattro generi diversi) permette di postulare l'esistenza di forme più basali ancora non scoperte, più antiche dell'Oxfordiano. Fossili di altri gruppi di crossognatiformi, come i Pachyrhizodontidae, sono stati scoperti in terreni leggermente più recenti (Titoniano), mentre il varasittide Luisichthys proviene da terreni del Giurassico superiore di Cuba. Un altro crossognatiforme basale, Bavarichthys, proviene dal Kimmeridgiano della Germania. 
Stando a queste informazioni, è possibile ipotizzare che l'estremo sud del Paleo-Pacifico sia stato il centro d'origine dei crossognatiformi. Considerando la posizione filogenetica dei crossognatiformi all'interno dei teleostei, si comprende che la combinazione di caratteri che presenta il gruppo sia importante per una comprensione delle relazioni filogenetiche dei teleostei arcaici, soprattutto quelli interpretati come ancestrali ai teleostei derivati (crown group). 

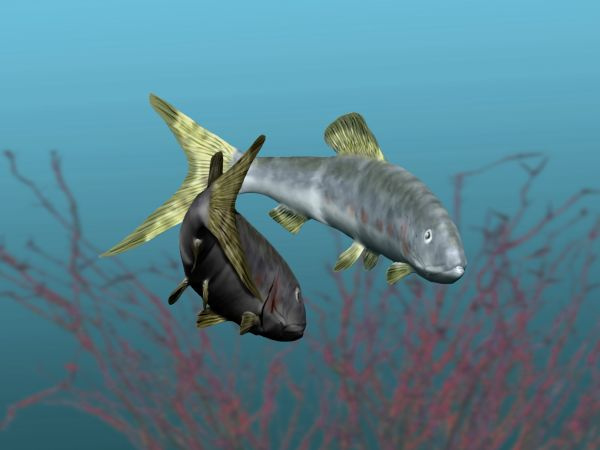
Ricostruzione ipotetica di Luisichthys

L'aggiunta dei crossognatiformi alle analisi filogenetiche genera una sorta di tricotomia tra il genere europeo Ascalabos, i crossognatiformi e il clade composto dagli ittiodettiformi e dai teleostei più derivati. I varasittidi sembrano essere il sister group di taxa tipicamente europei. 
Il Paleo-Pacifico, il corridoio ispanico, il corridoio transeritreo e la Tetide potrebbero aver costituito le probabili rotte di migrazione nel Giurassico superiore, tra l'estremo sud dell'America meridionale, l'America Centrale e l'Europa. Le analisi filogenetiche avallerebbero la stretta relazione tra il sudest del Paleo-Pacifico (Cile), i Caraibi (Cuba e l'Europa (Arratia, 1994).

## Paleoecologia
I varasittidi dovevano cibarsi di piccole prede e probabilmente si muovevano in gruppi nell'antico oceano Paleo-Pacifico e nella Tetide nordoccidentale.